# Królestwo Ava
Królestwo Ava (birm. အင်းဝခေတ် /ʔɪ́ɴwa̰ kʰɪʔ/) – królestwo dominujące na terenie Górnej Birmy w latach 1364–1555.
Założone w roku 1364, królestwo to było sukcesorem drobnych królestw (Myinsaing–Pinya i Sikong), które władały obszarem środkowej Birmy po upadku Imperium Paganu pod koniec XIII w. Podobnie jak poprzedzające je małe królestwa, Ava rządzone było przez zbirmanizowanych szańskich królów, którzy uważali się za potomków władców Paganu.
Królestwo Ava założył w 1364 r. Thadominbya po upadku królestw Sikongu i Pinya spowodowanym najazdami Szanów z północy. W pierwszych latach swojego istnienia królestwo, postrzegane przez swych władców jako prawowity następca Imperium Paganu, usiłowało odtworzyć dawne imperium, tocząc ciągłe wojny przeciwko położonemu na południu królestwu Hanthawaddy, znajdującym się na północy i wschodzie różnym Państwom Szanów oraz Arakanowi na zachodzie. Chociaż w okresie szczytowej potęgi było ono w stanie opanować Taungngu i peryferyjne państwa Szanów (Kalay, Mohnyin, Mogaung, Thipaw), nie udało mu się odzyskać pozostałych obszarów. Toczona z Hanthawaddy wojna czterdziestoletnia (1385–1424) wyczerpała siły Ava. Od lat 20. do początku lat 80. XV w. Ava musiało regularnie mierzyć się z buntami wybuchającymi na jego obszarach wasalnych za każdym razem, gdy władzę obejmował jego nowy król. W latach 80. i 90. XV w. Pyain na południu i państwa Szanów na północy uzyskały niezależność, a Taungngu dorównało siłą swemu nominalnemu suzerenowi – Ava. W 1510 r. uniezależniło się również królestwo Taungngu.
W okresie pierwszej ćwierci XVI w. Ava było celem intensywnych najazdów Szanów. W 1527 r. wojska Konfederacji Państw Szanów pod przewodnictwem Mohnayin i w sojuszu z Pyain zdobyły Ava. Od tej pory Konfederacja obsadzała tron Ava nominalnymi królami i sprawowała władzę nad większością obszaru Górnej Birmy. Ponieważ Pyain pozostawało w sojuszu z Konfederacją, jedynie małe Taungngu w południowo-wschodnim zakątku Gór Pegu pozostało jako ostatnia posiadłość Birmańczyków.
Zaniechanie przez Konfederację likwidacji Taungngu okazało się dla niej kosztowne. Otoczone wrogimi królestwami, Taungngu przejęło inicjatywę, by umocnić swoją pozycję i w latach 1534–1541 pokonało o wiele silniejsze królestwo Hanthawaddy. Gdy armia Taungngu zwróciła się w stronę Pyain, Szanowie wysłali z opóźnieniem na pomoc swoje wojska. Taungngo zdobyło Pyain w 1542 r. a Pagan, już tylko nieco na południe od Ava – w 1544 r. W styczniu 1555 r. król Bayinnaung podbił Ava, odbierając w ten sposób miastu na najbliższe dwa stulecia rolę stolicy Górnej Birmy.